# Сабуровский сельсовет (Воскресенский район)
Сабуровский сельсовет — упразднённая административно-территориальная единица, существовавшая на территории Московской губернии и Московской области до 1923 и в 1925—1939 годах.
Сабуровский сельсовет был образован в первые годы советской власти. По данным 1918 года он входил в состав Мячковской волости Коломенского уезда Московской губернии.
В 1923 году Сабуровский с/с был присоединён к Ачкасовскому с/с, но уже 27 октября 1925 года восстановлен.
По данным 1926 года в состав сельсовета входил 1 населённый пункт — село Сабурово.
В 1929 году Сабуровский с/с был отнесён к Воскресенскому району Коломенского округа Московской области.
17 июля 1939 года Сабуровский с/с был упразднён, а его территория передана в Ачкасовский сельсовет.